# Buan-gun
Buan är en landskommun (gun) i den sydkoreanska provinsen Norra Jeolla.  
Den består av centralorten Buan-eup och socknarna Baeksan-myeon, Boan-myeon, Byeonsan-myeon, Dongjin-myeon, Gyehwa-myeon, Haengan-myeon, Haseo-myeon, Jinseo-myeon, Julpo-myeon, Jusan-myeon, Sangseo-myeon och Wido-myeon.
I kommunen finns Byeonsanbando nationalpark. 